# HD 86378
HD 86378，又名BD+57 1242，SAO 27464、HR 3939，是一颗恒星，视星等为5.48，位于銀經156.48，銀緯47.6，其B1900.0坐标为赤經9h 52m 58.8s，赤緯+57° 47.6′ 25″。